# Indanza
Indanza ist eine Ortschaft und eine Parroquia rural („ländliches Kirchspiel“) im Kanton Limón Indanza der ecuadorianischen Provinz Morona Santiago. Die Parroquia besitzt eine Fläche von 69,86 km². Die Einwohnerzahl lag im Jahr 2010 bei 1363.

## Lage
Die Parroquia Indanza liegt an der Ostflanke der Cordillera Real. Das Gebiet liegt in Höhen zwischen 760 m und 2300 m. Der äußerste Norden des Verwaltungsgebietes gehört zum Quellgebiet des Río Yunganza. Der äußerste Süden wird über den Río Pananza entwässert. Der Río Indanza durchquert den Süden der Parroquia in östlicher Richtung und entwässert einen Großteil des Areals. Der etwa 1200 m hoch gelegene Hauptort Indanza befindet sich knapp 12 km südsüdwestlich vom Kantonshauptort General Plaza. Die Fernstraße E45 (Macas–Zamora) führt an Indanza vorbei.
Die Parroquia Indanza grenzt im Norden an die Parroquia General Plaza, im Osten an die Parroquia San Antonio, im Südosten und im Süden an die Parroquia San Miguel de Conchay sowie im Westen an die Parroquia Pan de Azúcar (Kanton San Juan Bosco).

## Geschichte
Die Parroquia Indanza wurde am 19. August 1925 im Kanton Méndez gegründet (Registro Oficial N° 33). Am 12. Dezember 1948 wurde der Caserío Limón ausgegliedert und bildet seitdem die Parroquia General Plaza. Am 15. Dezember 1950 wurde die Parroquia Indanza Teil des neu geschaffenen Kantons Limón Indanza.